# سكوت تيرا
سكوت تيرا (بالإنجليزية: Scott Terra)‏ هو ممثل أمريكي، ولد في 25 يونيو 1987 بكونيتيكت في الولايات المتحدة.

## أعمال

### أفلام
- (2003) ديردفيل[2]
- (2003)  النجم السابق الطفل[3]

## وصلات خارجية
- سكوت تيرا على موقع IMDb (الإنجليزية)
- سكوت تيرا على موقع ألو سيني (الفرنسية)
- سكوت تيرا على موقع ميوزك برينز (الإنجليزية)
- سكوت تيرا على موقع أول موفي (الإنجليزية)
- سكوت تيرا على موقع قاعدة بيانات الأفلام السويدية (السويدية)
- سكوت تيرا على موقع قاعدة بيانات الفيلم (الإنجليزية)
- سكوت تيرا على موقع كينوبويسك (الروسية)